# Louise Nimb
Louise Sophie Thora Nimb, eller Louise Nimb (født 9. oktober 1842 i Holstebro, død 3. maj 1903 i København) var en dansk kok og leder af flere restauranter i København i 1800-tallet. Hendes kogebog Fru Nimbs Kogebog udkom i 1888. I 1896 udsendte hun også en bog om brug grønsager til vegetarmiddage og en syltebog.